# Неговський Микола Олександрович
Мико́ла Олекса́ндрович Неговський (15 жовтня 1911, Козелець — 14 січня 1995, Новосілки) — український науковець-селекціонер, агроном, генетик рослин. Доктор біологічних наук (1958), професор (1961). Заслужений діяч науки УРСР (1970). Створив перші в Україні анізоплоїдні гібриди цукрових буряків на фертильній основі, досліджував нецвітушність як явище, міжсортові гібриди, гетерозис.
Учасник німецько-радянської війни, старший лейтенант військової служби. Очолював дорожній загін, у складі 6-ї армії брав участь у бойових діях на територіях Росії та Латвії. Нагороджений низкою орденів і медалей.
Після завершення війни, понад 55 років — науковий співробітник Всесоюзного науково-дослідного інституту цукрових буряків (1935—1991), у різні періоди — завідувач лабораторій і заступник директора з наукової роботи. Автор понад 200 наукових робіт.

## Життєпис
Народився 15 жовтня 1911 року в містечку Козелець на Чернігівщині в родині сільських вчителів. Брат — науковець-патофізіолог, доктор медичних наук Володимир Неговський (1909—2003).
Закінчив Козелецьку сільськогосподарську професійну школу (нині — Козелецький фаховий коледж ветеринарної медицини Білоцерківського національного аграрного університету). У 1932 році закінчив агроінженерний інститут цукрової промисловості Київського сільськогосподарського інституту. Відтоді ж працював у Носівському бурякорадгоспі.
У 1939 році закінчив аспірантуру Всесоюзного науково-дослідного інституту цукрових буряків (ВНДІЦБ), у якому обійняв посаду старшого наукового співробітника. Через рік здобув науковий ступінь кандидата сільськогосподарських наук, захистивши дисертацію на тему «Управління розвитком клонованих рослин цукрових буряків».
З 1941 року — на теренах німецько-радянської війни. Очолював дорожній загін, служив техніком роти та інженером штабу. У складі 6-ї армії брав участь у бойових діях на територіях Росії та Латвії. Завершив війну у званні старшого лейтенанта, нагороджений низкою орденів та медалей, зокрема орденом Червоної Зірки.

Могила Миколи Неговського, кладовище в Новосілках

Після повернення у ВНДІЦБ продовжив працювати старшим науковим співробітником. У 1948 році очолив лабораторію селекції та генетики. З 1957 року — завідувач лабораторії генетики і цитології. У 1958 році здобув науковий ступінь доктора біологічних наук, захистивши дисертацію на тему «Стадийное развитие и выведение высокопродуктивных нецветущих сортов сахарной свеклы».
У 1961 році затверджений у вченому званні професора. З 1963 року — заступник директора з наукової роботи ВНДІЦБ. У 1972 році очолив відділ селекції, у 1974 році — лабораторію селекції. З 1985 року, за власним бажанням, переведений на посаду наукового консультанта.
У 1991 році вийшов на заслужений відпочинок. Мешкав у селі Новосілки під Києвом, де й помер на 84-му році життя 14 січня 1995 року. Похований разом із дружиною на сільському кладовищі.

## Наукова та громадська діяльність
Автор понад 200 наукових робіт. Науковий керівник і консультант понад 30 докторів і кандидатів наук. Серед учнів Миколи Неговського — академік Микола Роїк.
Наприкінці 1940-х — початку 1950-х років досліджував стадійний розвиток рослин, вегетативну гібридизацію, зміни ознак цукрового буряка під впливом щеплень. Керуючи лабораторією селекції та генетики, зосередився на вивченні нецвітушності як явища.
На посаді заступника директора з наукової роботи, спільно з колегами, розвинув дослідження зі створення гібридів однонасінних буряків із багатонасінними, вивчав міжсортові схрещування та гетерозис. Створив перші в Україні анізоплоїдні гібриди цукрових буряків на фертильній основі — «Білоцерківський», «Кубанський», «Внісовський». Був співавтором першого українського гібриду «Ювілейний», створеного на основі чоловічої стерильності. У 1970—1980-ті роки займався питанням цитоплазматичної чоловічої стерильності у буряків.
Заступник керівника наукової ради із захисту кандидатських дисертацій ВНДІЦБ, член наукової ради із захисту дисертацій Української сільськогосподарської академії. Член Ради Київського відділення Українського товариства генетиків і селекціонерів імені М. І. Вавилова. Член редакційної колегії часопису «Вісник сільськогосподарської науки».

## Науковий доробок (частковий)
- Стадийное развитие и выведение высокопродуктивных нецветущих сортов сахарной свеклы: диссертация доктора биологических наук: 03.00.00. — Москва; Киев, 1957. — 529 с.
- Улучшить посевные качества семян тетраплоидной свеклы / З. А. Болелова, Н. А. Неговский // Сахарная свекла. — 1965. — № 2. — С. 30—36.
- Проблема повышения сахаристости сахарной свеклы. — Киев: [б. и.], 1972. — 7 с.
- Цитоплазматическая мужская стерильность и селекция растений: Сб. науч. тр. / АН УССР, Киев. отд-ние Укр. о-ва генетиков и селекционеров им. Н. И. Вавилова; Редкол.: Н. А. Неговский (отв. ред.) и др. — Киев: Наукова думка, 1979. — 255 с.
- Особенности роста и сахаронакопления у сортов и гибридов свеклы / А. И. Запорожец, Н. А. Неговский // Сахарная свекла. — 1980. — № 1. — С. 36—37.
- Создание линий-закрепителей стерильности / Д. А. Власишен, Н. А. Неговский // Сахарная свекла. — 1985. — № 12. — С. 27—28.

## Нагороди
- орден Червоної Зірки
- орден Вітчизняної війни II ступеня
- медаль «За бойові заслуги»
- медаль «За оборону Сталінграда»
- медаль «За перемогу над Німеччиною у Великій Вітчизняній війні 1941—1945 рр.»
- орден «Знак Пошани»
- 1970 — заслужений діяч науки УРСР
- 1972 — почесна грамота Президії Верховної Ради УРСР